# Akademia WSB w Warszawie
Akademia WSB w Warszawie (od 07.2022 do 31.07.2025 Wszechnica Polska Akademia Nauk Stosowanych w Warszawie, do 06.2022 Wszechnica Polska Szkoła Wyższa w Warszawie, dawniej Wszechnica Polska – Szkoła Wyższa Towarzystwa Wiedzy Powszechnej w Warszawie z siedzibą w Warszawie) – uczelnia niepubliczna z siedzibą w Warszawie, wpisana do rejestru uczelni niepublicznych i związków uczelni niepublicznych pod nr 195, prowadzonego przez Ministra Nauki i Szkolnictwa Wyższego. Uczelnia kształci w zakresie nauk społecznych i humanistycznych na dwóch poziomach studiów, oferuje studia I stopnia – licencjackie w systemie stacjonarnym i niestacjonarnym oraz studia II stopnia – uzupełniające magisterskie w systemie niestacjonarnym.

## Historia
Uczelnia rozpoczęła działalność w 2001 roku. Uczelnia kontynuuje i promuje cele oświatowe zawarte w programach międzywojennej Wolnej Wszechnicy Polskiej oraz w powojennej działalności Towarzystwa Wiedzy Powszechnej. Od 2010 roku uczelnia otrzymała uprawnienia do kształcenia na poziomie magisterskim na kierunkach Pedagogika i Filologia, od 2013 także na kierunkach Bezpieczeństwo wewnętrzne oraz Finanse i rachunkowość. W czasie swojej piętnastoletniej działalności uczelnia wypromowała około 10000 osób na studiach I i II stopnia oraz na studiach podyplomowych. Od 1 sierpnia 2025 uczelnia stała się częścią Akademii WSB.

## Władze Uczelni[8]
- Prezydent – prof. WPANS dr Zdzisław Gajewski
- Rektor – dr Ewa Strupińska-Thor
- Prorektor ds. Studiów – dr Czesław Pietras

## Struktura uczelni
Akademia WSB w Warszawie prowadzi kształcenie w ramach Instytutu Administracji i Finansów oraz Instytut Filologii i Pedagogiki. Siedziba Wszechnicy Polskiej mieści się w Pałacu Kultury i Nauki w Warszawie. Uczelnia posiada własną infrastrukturę dydaktyczną w budynku przy ulicy Karmelickiej 10.

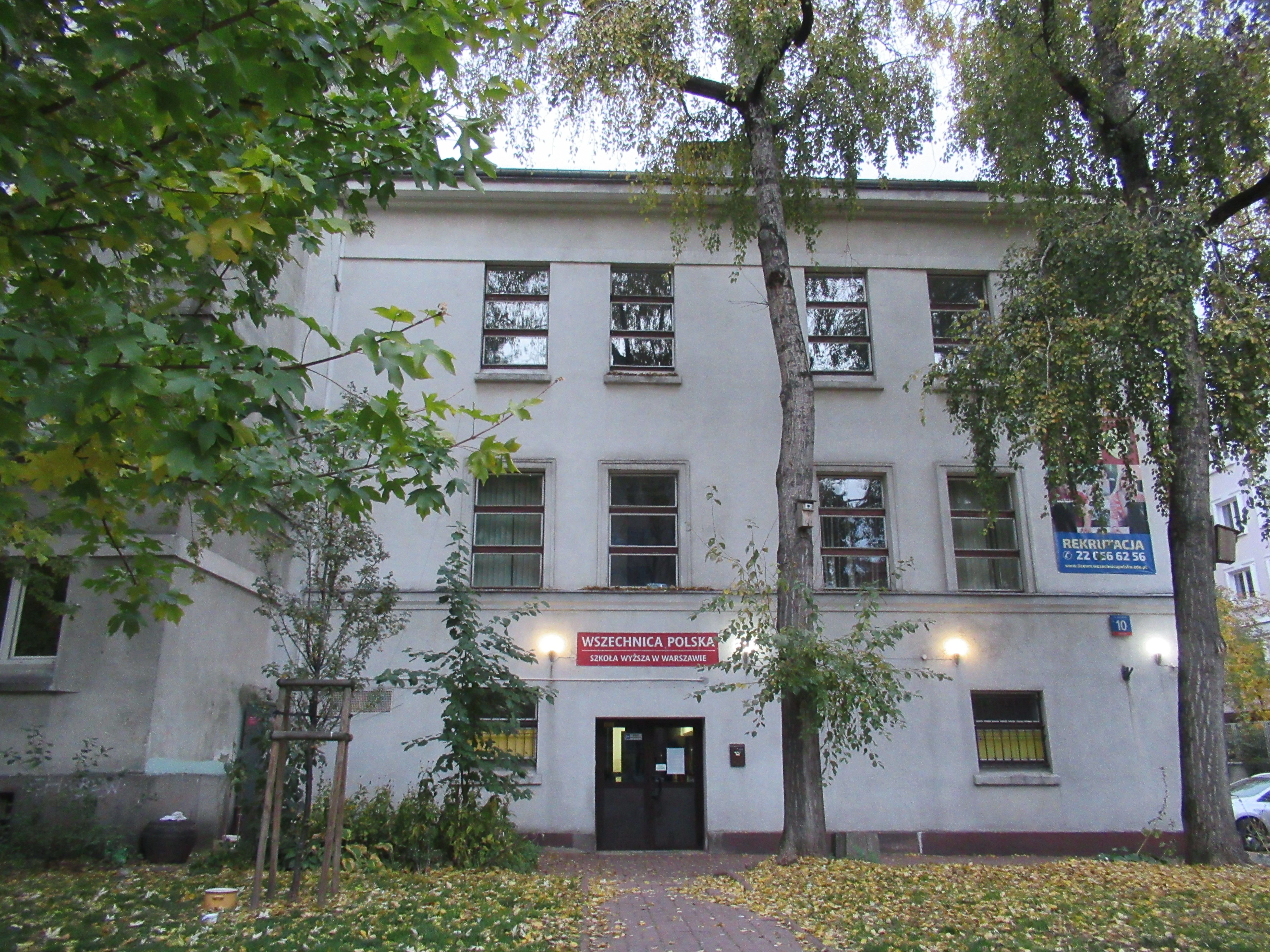
Budynek dydaktyczny przy ul. Karmelickiej

## Działalność
Słuchacze przyjmowani są na studia bez egzaminów wstępnych. Przez cały okres studiów odbywa się nauka języków obcych (angielskiego, hiszpańskiego, niemieckiego i rosyjskiego) oraz informatyki. Dla obcokrajowców prowadzone są kursy języka polskiego i kultury polskiej.

### Kierunki
- Administracja
- Bezpieczeństwo narodowe
- Bezpieczeństwo wewnętrzne
- Filologie obce: angielska, niemiecka, hiszpańska, rosyjska
- Finanse i rachunkowość
- Pedagogika
- Zarządzanie (w tym z rozszerzonym językiem obcym)

### Studia podyplomowe
Studia podyplomowe umożliwiają kandydatom doskonalenie lub zdobywanie nowych umiejętności i kwalifikacji w dwudziestu pięciu specjalnościach. Studia trwają dwa lub trzy semestry. Oferta jest skierowana do osób z dyplomem ukończenia studiów I lub II stopnia.

### Wymiana międzynarodowa
Od 2007 roku Wszechnica Polska stosuje Europejski System Transferu Punktów (ECTS), uczestniczy w wymianie studentów i pracowników w programach Erasmus, a od 2014 Erasmus+.